# 랜스 아처

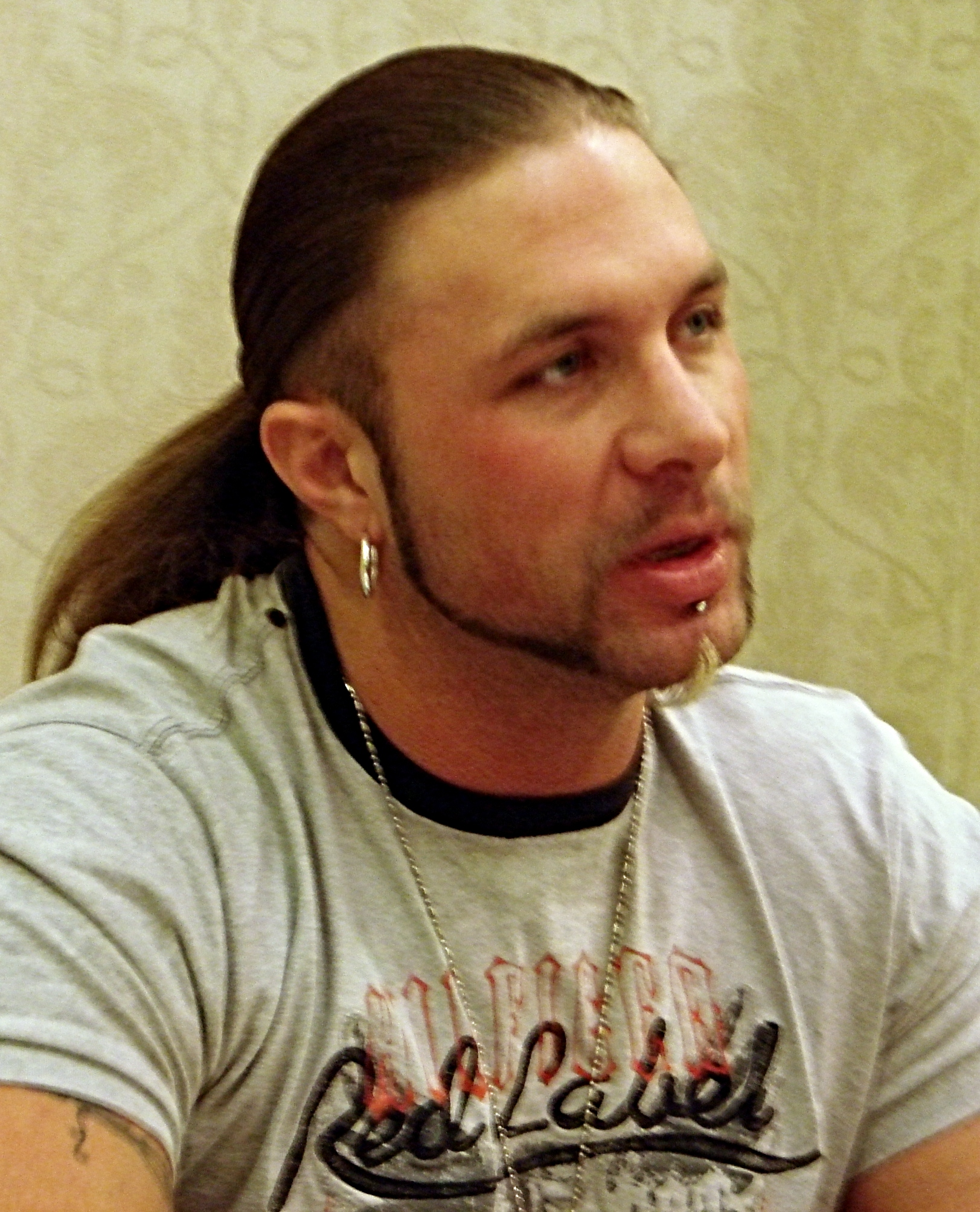
랜스 호이트

랜스 호잇(Lance Hoyt, 1977년 2월 28일 ~ )는 미국의 프로레슬링선수다. 밴스 아처(Vance Archer)라는 이름으로 활동하고 있다. 2000년 프로레슬링 입문했다. TNA와 WWE를 거쳐 현재는 신일본 프로레슬링과 GFW에서 활약 중이다.

## 신체 사항
키 202cm
몸무게 120kg

## 수상
- NWA 월드 태그팀 챔피언 4회 - 키드 캐쉬 (2회), 데이비드 하트 스미스 (2회)
- IWGP 월드 태그팀 챔피언 2회 - 데이비드 하트 스미스 (2회)